# Olympia Centre
Olympia Centre – wieżowiec w Chicago, w stanie Illinois, w Stanach Zjednoczonych, o wysokości 221 m. Budynek został otwarty w 1986, posiada 63 kondygnacje.